# Floréal (frégate)
Pour les articles homonymes, voir Floréal (homonymie).
Le Floréal (indicatif visuel  F730) est une frégate française de la Marine nationale construite en 1990, première de la classe Floréal. Sa ville marraine est Le Tampon. Elle est basée au port de la Pointe des Galets depuis le 6 juillet 1992.

## Équipement

### Armement
- Les deux systèmes Aérospatiale MM.38 Exocet ont été débarqués en 2015[2].
- Un système Matra Simbad
- Un DCN mod.68 CADAM de 100/55 mm
- Deux GIAT 20.F2 de 20 mm

### Électronique
- Un radar de veille combiné Thomson CSF Mars (DRBV.21A)
- Deux radars de navigation Racal Decca 1229 (DRBN.34A)
- Un contrôle d'armes SYMFIR
- Un système Syracuse 2
- Un (1*10) lance leurres CSEE Dagaie Mk.2
- Un détecteur radar Thomson CSF ARBR.17

## Carrière opérationnelle
Dans le cadre de l'opération Atalante, la frégate participe en avril 2009 à l'opération Tanit pour délivrer un yacht français. Elle intercepte le 27 octobre 2009 neuf pirates qui s'apprêtaient à prendre d'assaut un navire battant pavillon maltais après que son hélicoptère Panther a effectué des tirs d'intimidation pour stopper les assaillants. Le 12 novembre 2009, le Floréal capture douze pirates au large des côtes somaliennes.
En décembre 2014, le Floréal participe au contrôle de la ZEE de la France en arrêtant trois bateaux de pêche au large de l'île Juan de Nova. En octobre 2017, elle est endommagée dans le port de Durban par un porte-conteneurs.
Dans le cadre de sa participation à la Force opérationnelle combinée 150, le Floréal saisit, septembre 2018, plus de sept tonnes de cannabis et renouvelle des prises multiples, cumulant plus de cinq tonnes de cannabis, en mai 2019. En novembre 2020, c'est à nouveau 1,6 tonne de haschich qui est saisie dans une opération menée contre un boutre.
En décembre 2024, il est mobilisé pour porter assistance aux habitants de Mayotte à la suite du cyclone Chido.